# Charles Andler
Charles Andler, född 11 mars 1866 och död 1 april 1933, var en fransk historiker och filosof.

## Biografi
Andler var professor i Sorbonne, och har författat bland annat La philosophie de la nature dans Kant (1891) och Les origines de socialisme d'état en Allemagne (1897). Mot den tyska socialdemokratin vände han sig i Le socialisme impérialiste dans l'Allemange contemporaine (1912). Under första världskriget utgav han Le pangermanisme: Les origines (1915), Le pangermanisme colonial (1916) och Le pangermanisme philosophique (1917). Andler har även utarbetat en större Nietzsche-biografi (6 band, 1920-25).